# Eulímene
Eulímene (en grec antic Εὐλιμένη) va ser segons la mitologia grega, una de les cinquanta Nereides, filla de Nereu, un déu marí fill de Pontos, i de Doris, una nimfa filla d'Oceà i de Tetis.
La citen Hesíode i Apol·lodor, en les llistes que donen de les nereides. Apol·lodor diu que Eulímene és la nereida del bon port, del lloc on les naus troben un excel·lent refugi.